# Electro hop
Electro hop (czasem także: elektroniczny hip-hop, electro rap, rap elektroniczny) – podgatunek łączący muzykę elektroniczną, elektroniczną muzykę taneczną ze stylem hip-hop.

## Historia
Powstał i rozwijał się w latach 80. XX wieku. Wówczas był to popularny gatunek, ale zanikł w latach 90. DJ Alonzo Williams – członek zespołu hip-hopowego World Class Wreckin' Cru był jednym z pierwszych DJ-ów na Zachodnim Wybrzeżu Stanów Zjednoczonych i wielu osób uważa go za „ojca chrzestnego” podgatunku West Coast hip-hop. To on pomógł wdrożyć electro do muzyki hip-hop.
Artyści, którzy reprezentowali ten podgatunek to: Egyptian Lover, grupy LA Dream Team i World Class Wreckin' Cru oraz DJ – The Unknown DJ. Inni muzycy, którzy reprezentowali – bądź dalej ten podgatunek rozwijają – to: Chris „The Glove” Taylor, grupa Uncle Jamm’s Army oraz Ice Cube, gdy był w zespole C.I.A., jeszcze w latach 80.
Pod koniec lat 80. XX wieku, Electro hop zaczął podupadać za sprawą szybko rozwijającego się podgatunku gangsta rap, który został wówczas rozpowszechniony przez grupę muzyczną N.W.A.

## Elektro hop w Polsce
W Polsce pojawił się bardzo późno i nie był zbytnio popularny. Mało kto go wykonywał. Jednym z bardziej znanych wykonawców jest raper Bosski Roman, który promował electro hop już w 2009 roku na płycie Krak 2 i później na płycie Krak 3, na której większość utworów była utrzymana właśnie w gatunku electro hop.